# Atiador

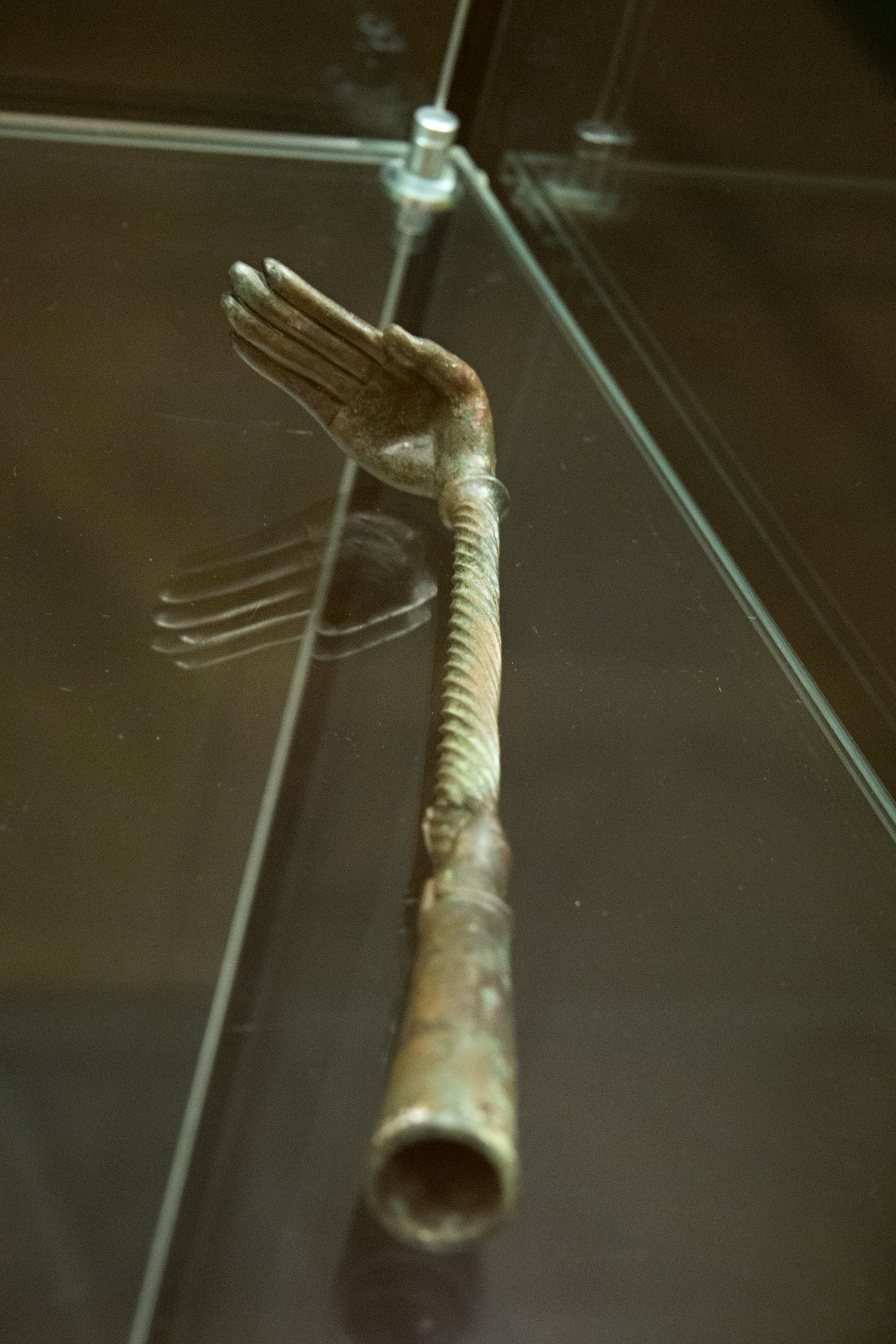
Un atiador etrusc de bronze en forma de mà, datat a 500 anys aC.

L'atiador és una eina que serveix per a animar el foc, o bé removent els tions i altres combustibles, o bé bufant, o per fer altres tasques relacionades amb el foc sense cremar-se ni embrutar-se. A Calaceit existeix la variant «ateiador».
És una peça llarga, generalment de ferro, que sol tenir un ganxo a un cap. N'existeixen de plens per moure la brasa i de buits (vegeu imatge) que permeten de bufar. Juntament amb els molls, és un dels estris del foc més comuns. En sentit figurat s'utilitza per a indicar una cosa utilitzada per a animar l'entusiasme de la gent per a actuar, per exemple: «Els pobles vius, i Catalunya havia de donar l'exemple, recordaven la història […] com a atiador d'iniciatives per sortir de la mala situació que patien.»
L'atiador també fa funció d'arma improvisada, que més terrible és quan és ben encès, sigui per a batre el diable com en la rondalla valenciana El ferrer Sarió, sigui en la famosa baralla entre Ludwig Wittgenstein i Karl Popper el 1946 a la Universitat de Cambridge, que només va terminar-se sense danys corporals gràcies a la intervenció enèrgica de Bertrand Russell. Després de l'incident, Wittgenstein va demanar a Popper si fos capable de donar un exemple de regla moral. Popper va constestar: «No s'ha d'emprar mai un atiador per amenaçar un conferenciant». Pau Casals es recorda del seu hoste, el fuster Benet a casa de qui s'estava durant el seu estudi a l'Escola municipal de Música de Barcelona, que li va fer una gran impressió. Benet utilitzava un atiador per anar als barris malfamosos, com una mena d'apòstol, a desarmar notables criminals. «Només portava un atiador. Però, a les seves mans es convertia en una arma formidable.»